# Sporophiala cookei
Sporophiala cookei är en svampart som först beskrevs av M.B. Ellis, och fick sitt nu gällande namn av P.M. Kirk 1982. Sporophiala cookei ingår i släktet Sporophiala, divisionen sporsäcksvampar och riket svampar.   Inga underarter finns listade i Catalogue of Life.